# Furi
Furi er et actionspil udviklet og udgivet af indie-studiet The Game Bakers. Spillet foregår på en ukendt planet i et farvefuldt, retro sci-fi-univers, hvor spilleren kontrollerer "Rider".

## Gameplay
Furi er et actionspil med hack 'n' slash-, shoot 'em up- og bullet hell-elementer, som kun består af Boss-kampe.